# Gerrit Pels
Gerrit Pels, född 1893 i Woerden, död 1966 i Leiden, var en nederländsk astronom. Han arbetade mest vid observatorier i Sydafrika och bidrog till större kännedom om småplaneter och kometer.
Asteroiden 1667 Pels är uppkallad efter honom.